# Joachim Patinir

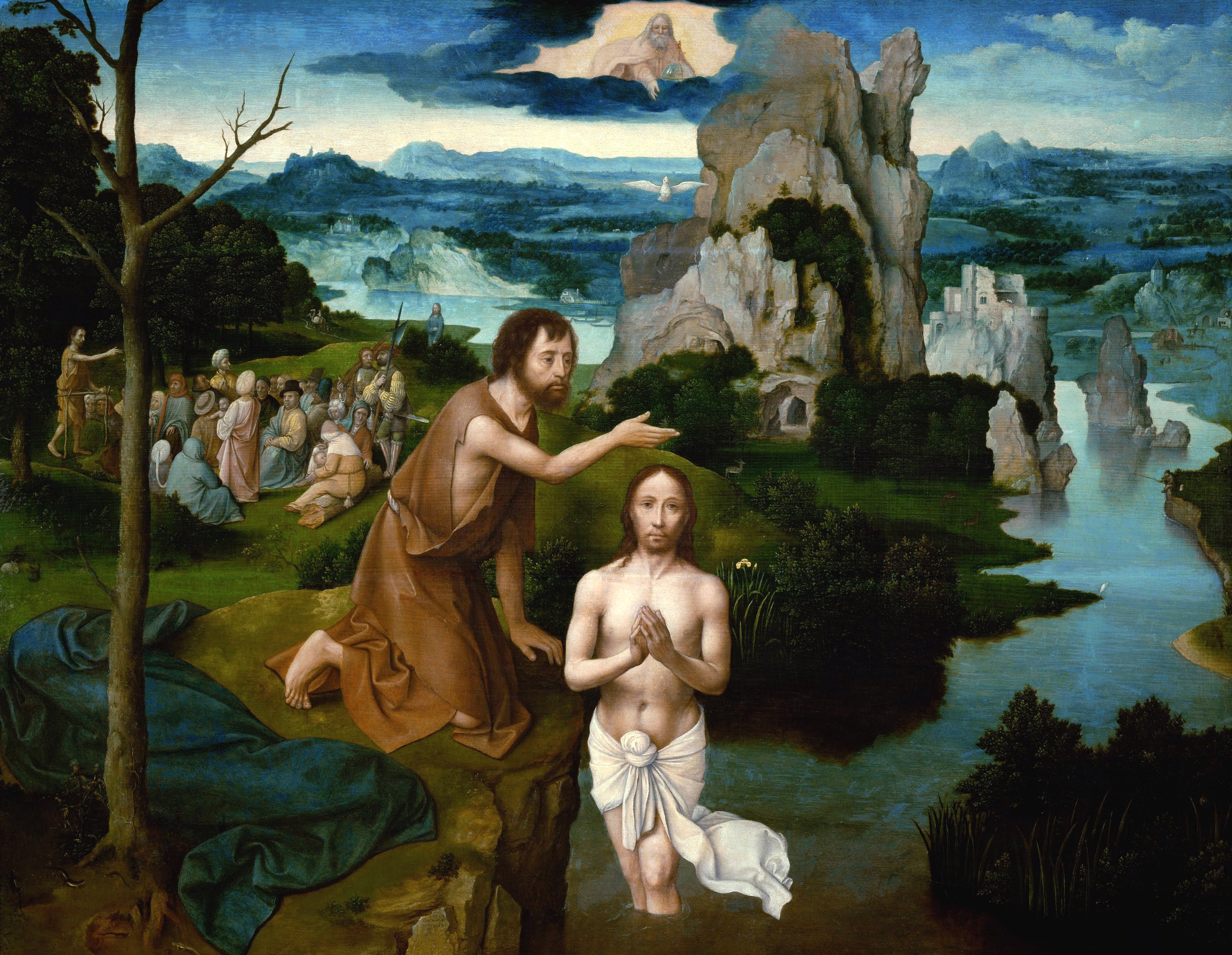
Lễ rửa tội của Chúa Kitô, tranh sơn dầu trên gỗ sồi, 59,5 × 77 cm, Bảo tàng Kunsthistorisches, Viên

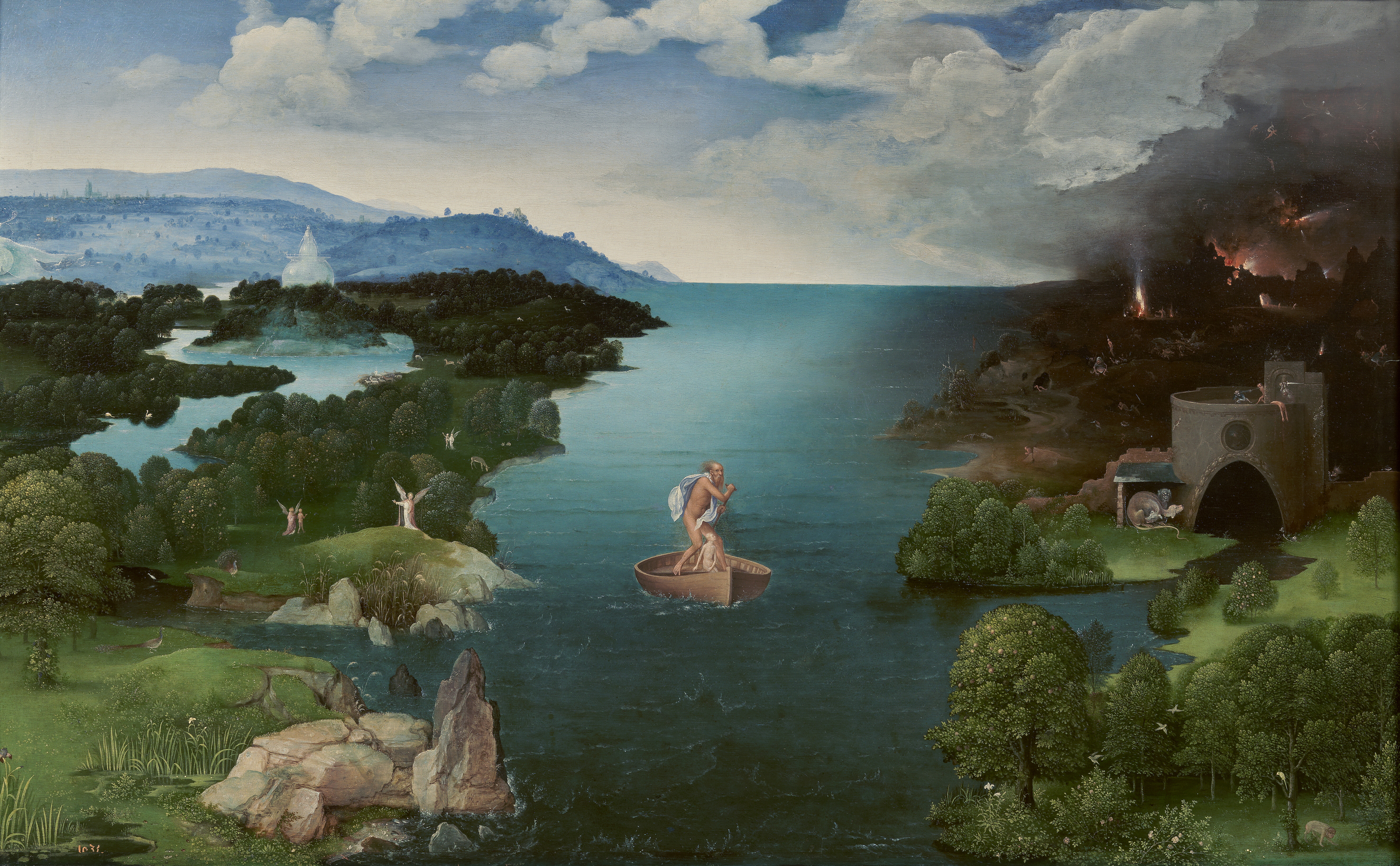
Phong cảnh với Charon vượt qua đường Styx, tranh sơn dầu trên tấm gỗ, 64 × 103 cm, Bảo tàng Prado, Madrid

Joachim Patinir, còn được gọi là Patenier (sinh khoảng năm 1480 - mất ngày 5 tháng 10 năm 1524), là một họa sĩ thời Phục hưng người Flemish thường vẽ về các chủ đề lịch sử và phong cảnh. Ông là là người Vlaanderen, đến từ vùng Wallonie hiện đại, nhưng làm việc tại Antwerpen, nơi vào lúc đó là trung tâm của thị trường nghệ thuật ở các Quốc gia thấp. Patinir là người tiên phong về vẽ phong cảnh với tư cách là một thể loại độc lập và ông là họa sĩ người Flemish đầu tiên coi mình chủ yếu là một họa sĩ phong cảnh. Ông đã sáng tạo ra phong cảnh thế giới, một phong cách riêng biệt chuyên về phong cảnh phía bắc thời Phục hưng dạng toàn cảnh. Đây được coi là đóng góp quan trọng của Patinir cho nghệ thuật phương Tây.
Chỉ có năm bức tranh được ký tên bởi Patinir, nhưng nhiều tác phẩm khác đã được quy cho là của ông hoặc có xuất xứ từ xưởng của ông với các mức độ xác suất khác nhau. Những bức được ký tên được ký là: (Opus) Joachim D. Patinier, chữ "D" trong chữ ký của ông biểu thị cho Dionantensis (tức là "của Dinant"), phản ánh quê nhà của ông. Triển lãm năm 2007 tại Bảo tàng Prado ở Madrid có 21 bức tranh được liệt kê là do Patinir hoặc xưởng của ông vẽ, ngoài ra còn phân loại thêm tám bức tranh không có trong triển lãm.
Patinir là bạn của không chỉ Dürer mà cả Quentin Metsys, người mà ông thường xuyên cộng tác. Cám dỗ của St Anthony (Prado) được thực hiện với sự hợp tác của Metsys, trong đó Metsys chịu trách nhiệm thêm các hình người vào phong cảnh của Patinir. Sự nghiệp của ông gần như đương đại với sự nghiệp của Albrecht Altdorfer, một người tiên phong quan trọng khác về lĩnh vực tranh bị chi phối bởi phong cảnh và đồng thời có phong cách làm việc rất khác. Ông có lẽ là chú của Herri met de Bles, người đã theo chân ông trong việc tạo ra phong cảnh thế giới.

## Tác phẩm

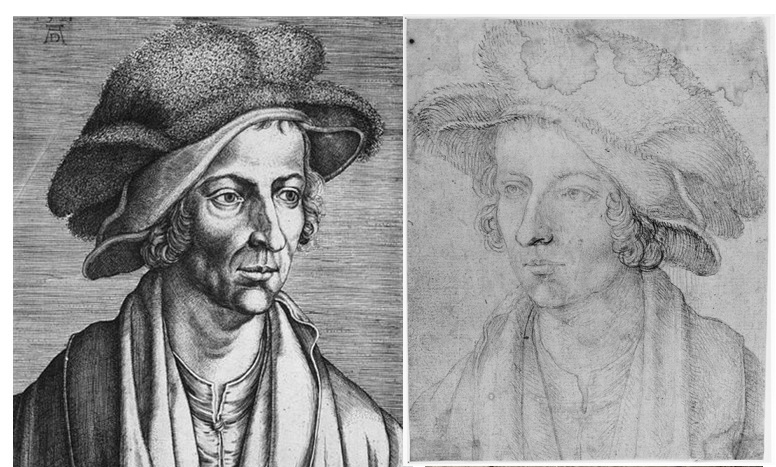
Chân dung: một bức vẽ của Durer và một bản in sau khi qua đời của Cornelius Cort
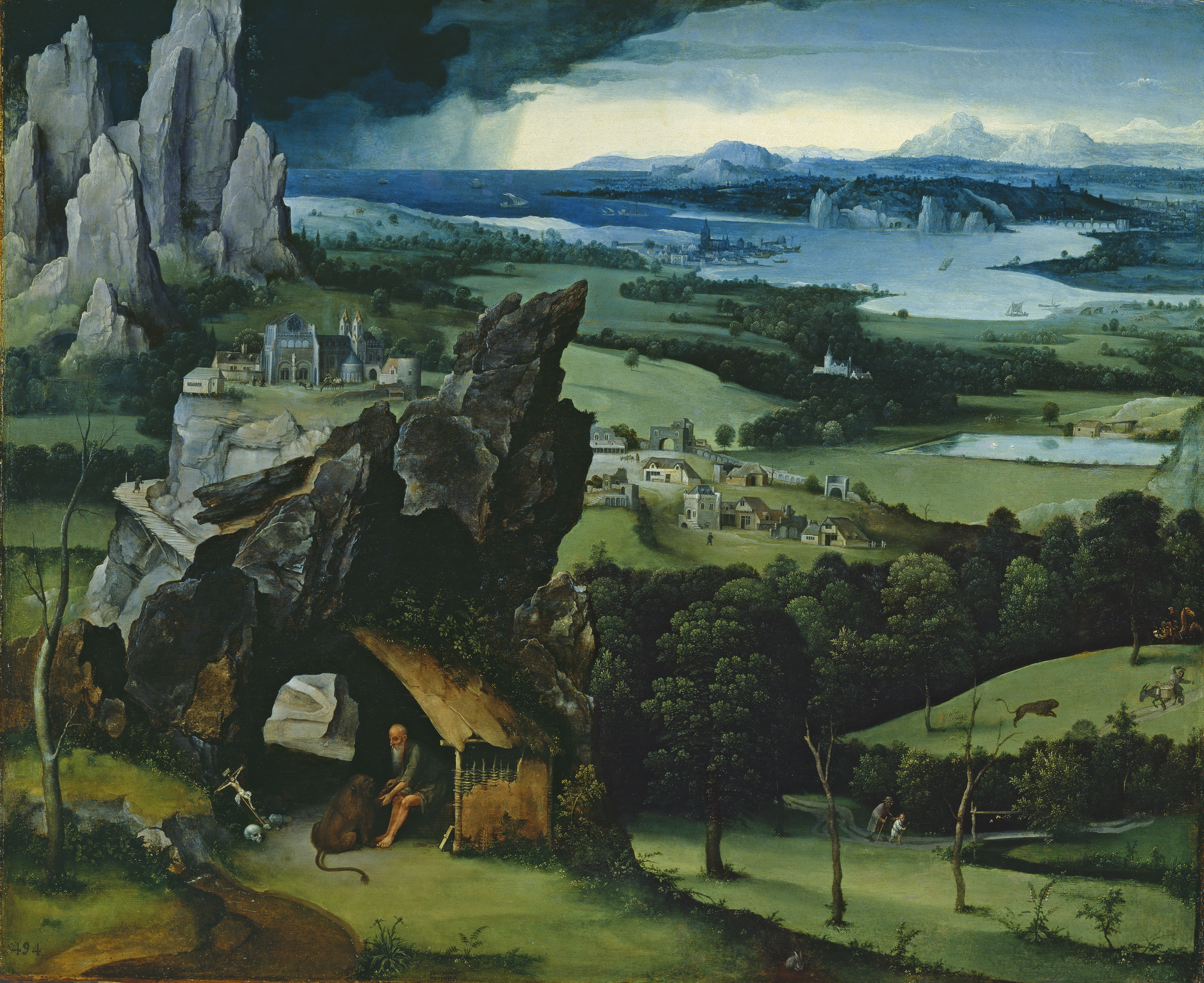
Phong cảnh với Thánh Jerome, 1515-1519, tranh sơn dầu trên tấm gỗ, 74 × 91 cm, Museo del Prado, Madrid, Tây Ban Nha
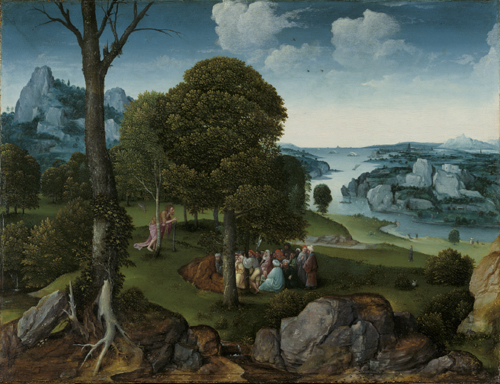
Phong cảnh với Thánh John the Baptist Preaching, tranh sơn dầu trên gỗ sồi, 36,5 × 45 cm, Bảo tàng Mỹ thuật Hoàng gia Bỉ
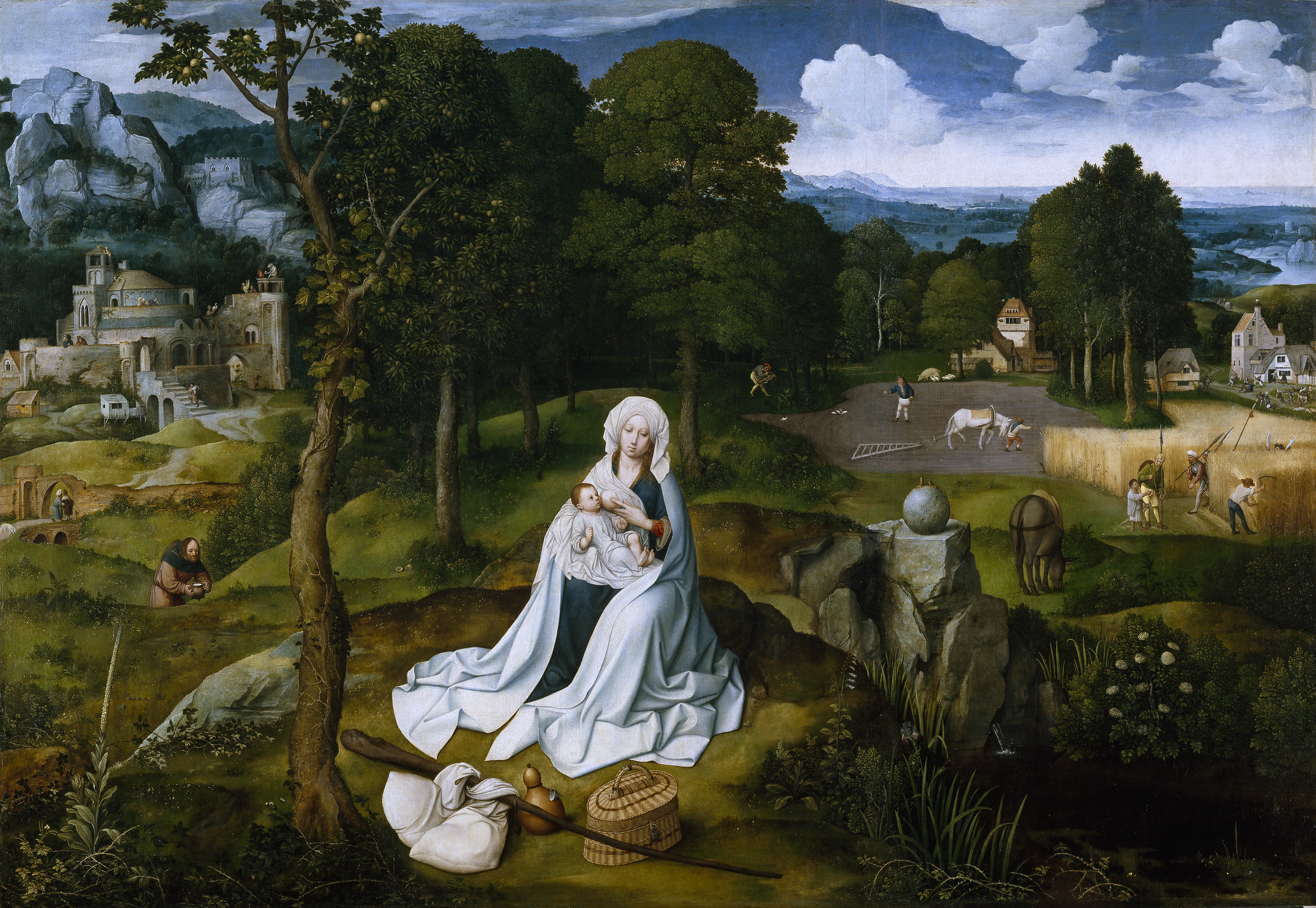
Nghỉ ngơi trên chuyến bay tới Ai Cập, tranh sơn dầu trên tấm gỗ, 121 × 177 cm, Museo del Prado, Madrid, Tây Ban Nha
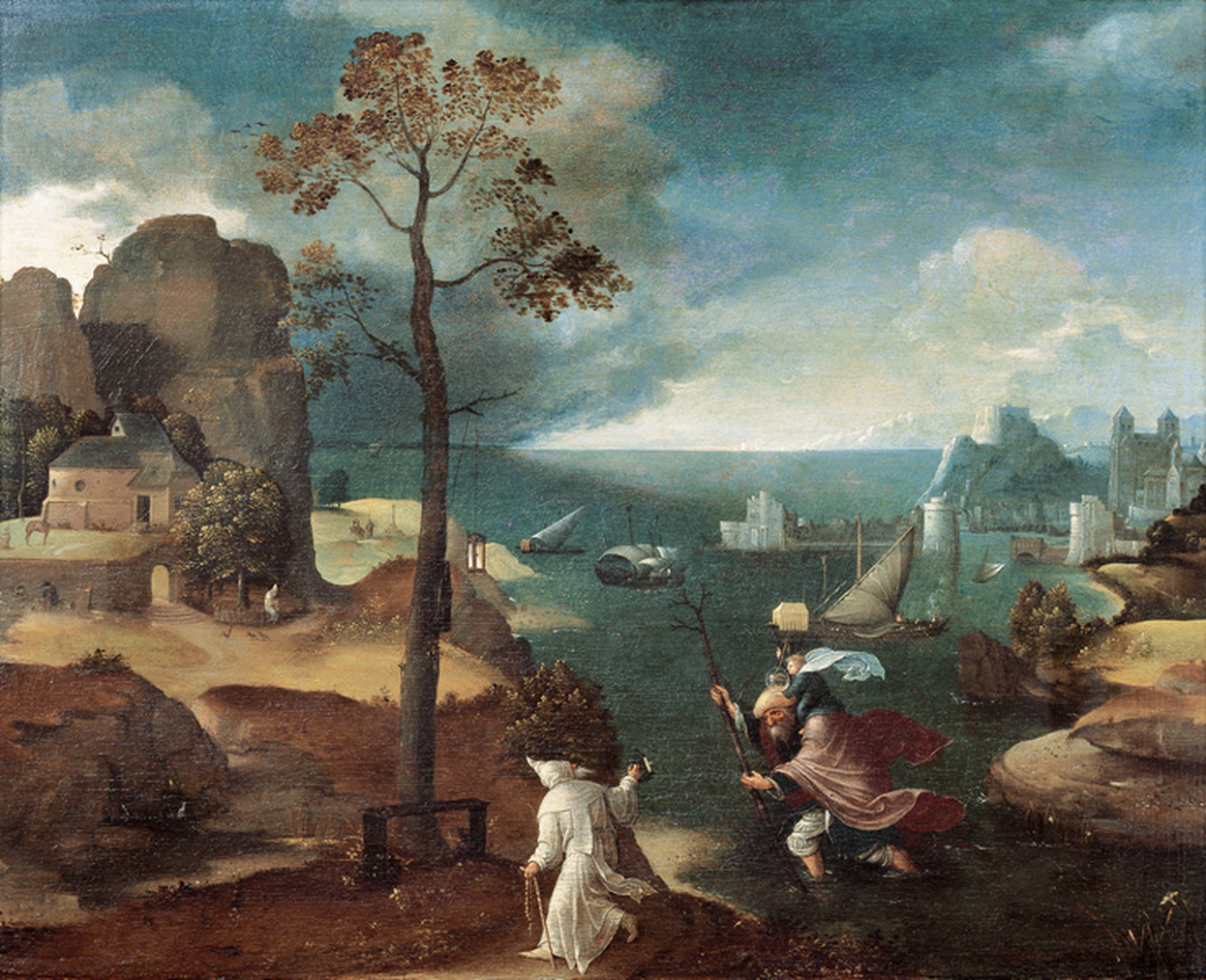
Thánh Christopher mang đứa trẻ Christ, tranh sơn dầu trên tấm gỗ, 48 × 59,5 cm, Rockoxhuis, Antwerp, Bỉ
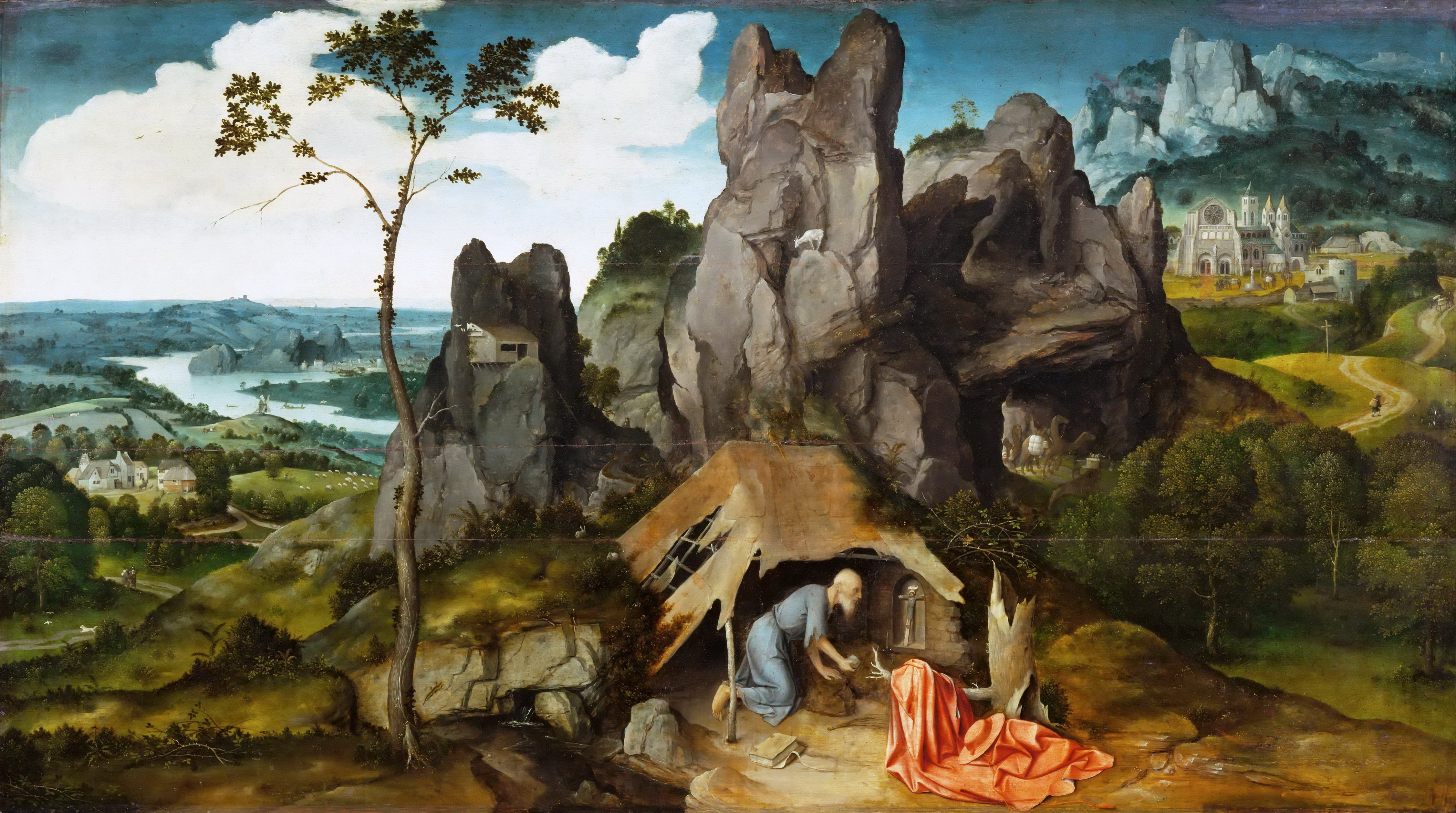
Thánh Jerome trên sa mạc, khoảng năm 1520, tranh sơn dầu trên tấm gỗ, 78 × 137 cm, Louvre, Paris
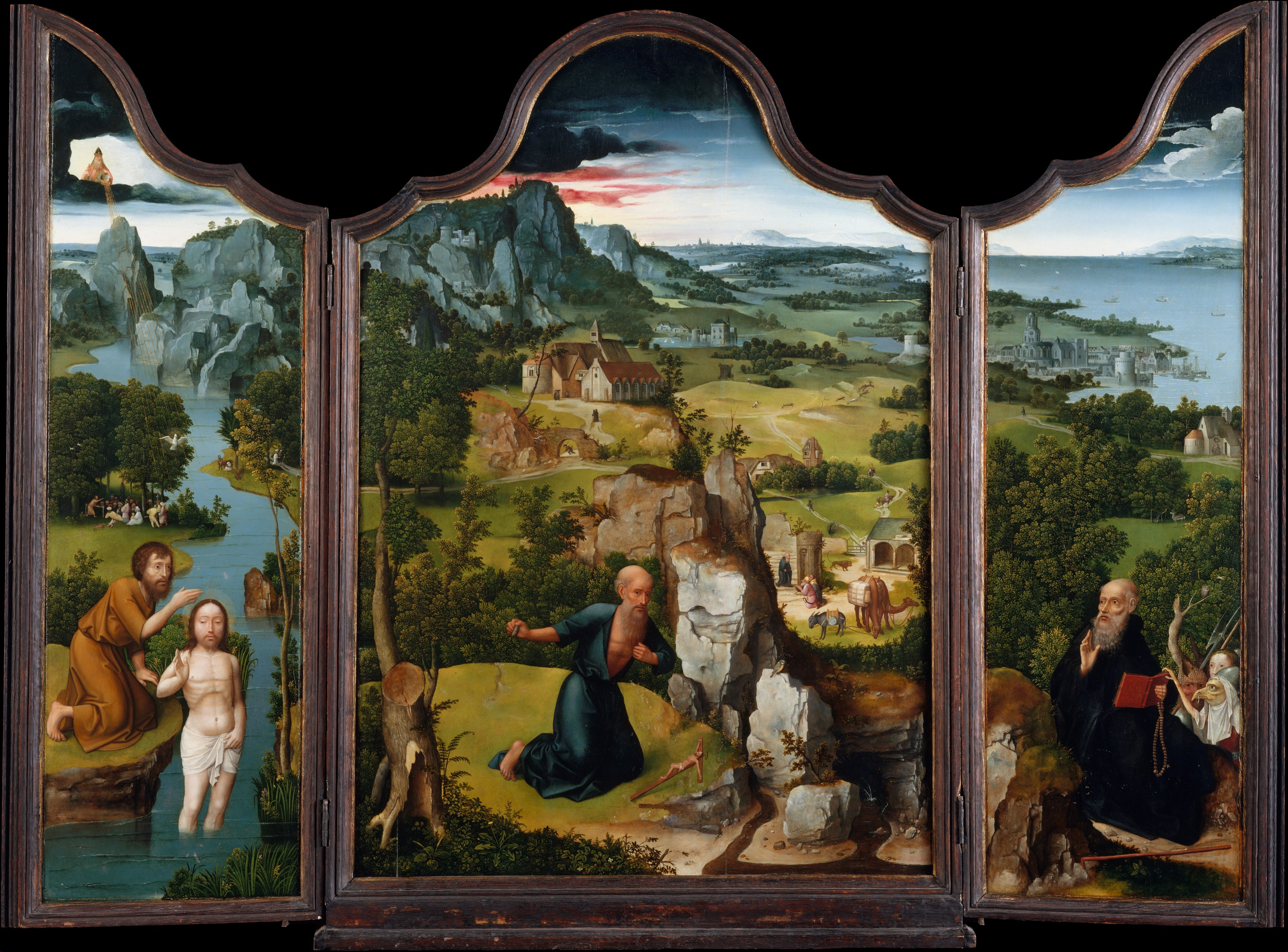
Sự sám hối của Thánh Jerome, khoảng năm 1512-15, tranh tam liên họa, sơn dầu trên tấm gỗ, 117,5 × 81,3 cm, mỗi cánh 120,7 × 35,6 cm, Viện bảo tàng Mỹ thuật Metropolitan, New York
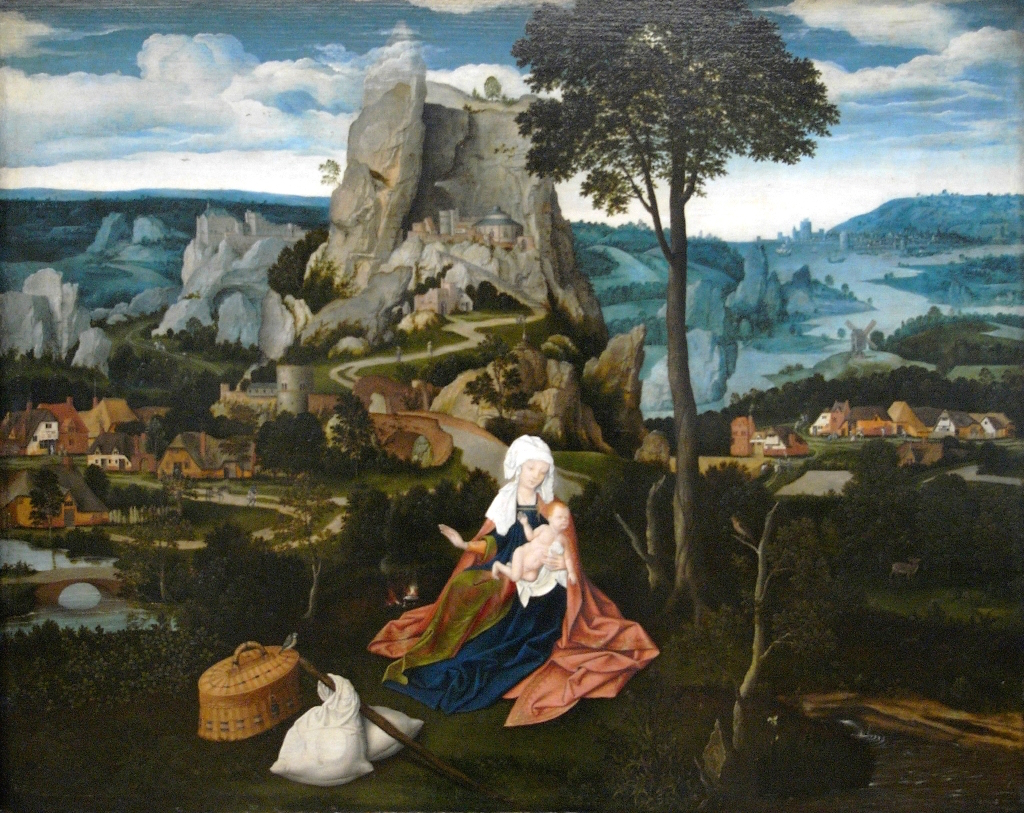
Nghỉ ngơi trên chuyến bay vào Ai Cập, 1515 - 1524, trên gỗ, 62 × 78 cm, Gemäldegalerie, Berlin
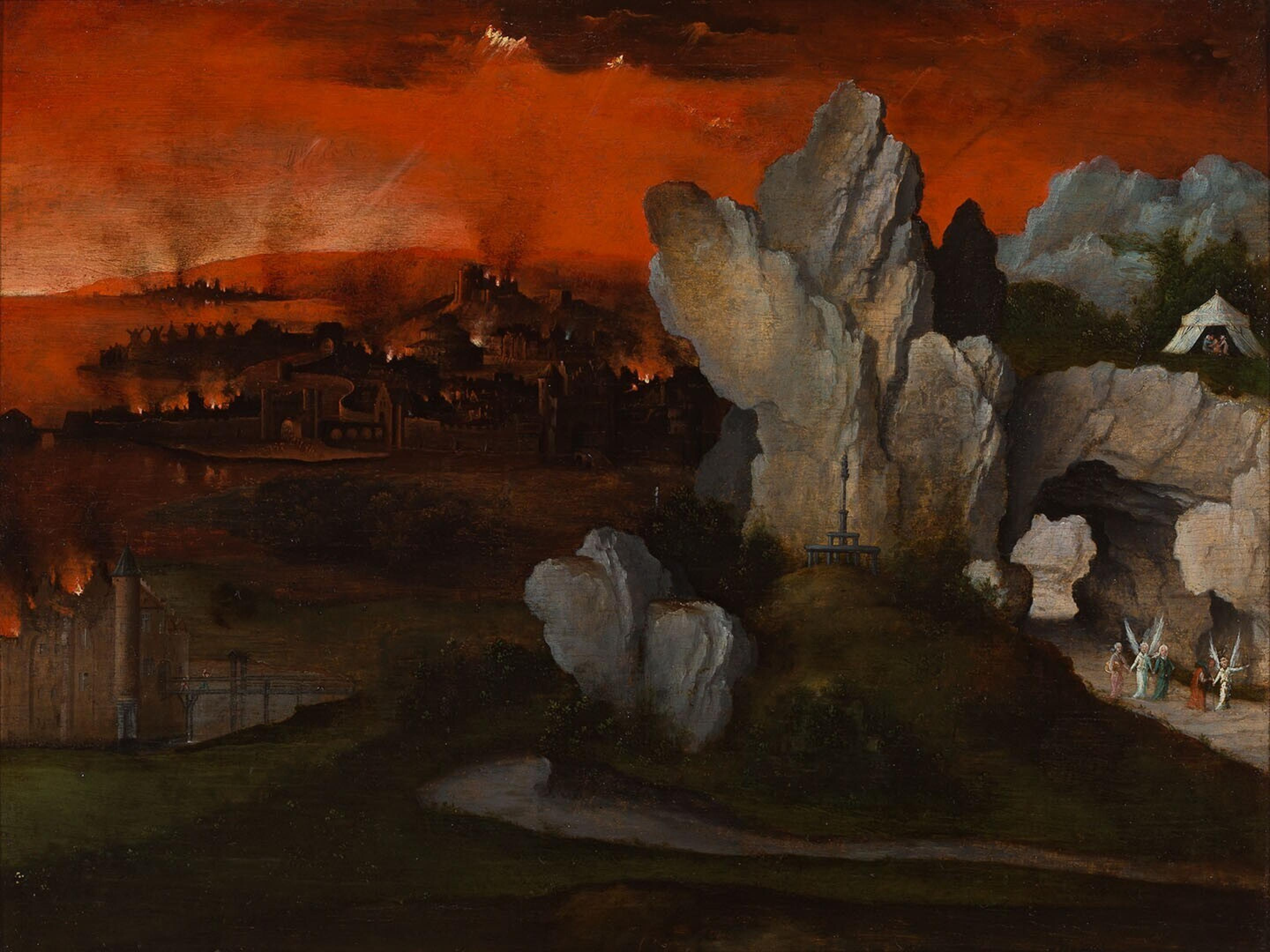
Phong cảnh với sự hủy diệt của Sôđôm và Gomorrah, khoảng năm 1520, tranh sơn dầu trên tấm gỗ, 22,5 × 308 cm, Bảo tàng Boijmans Van Beuningen
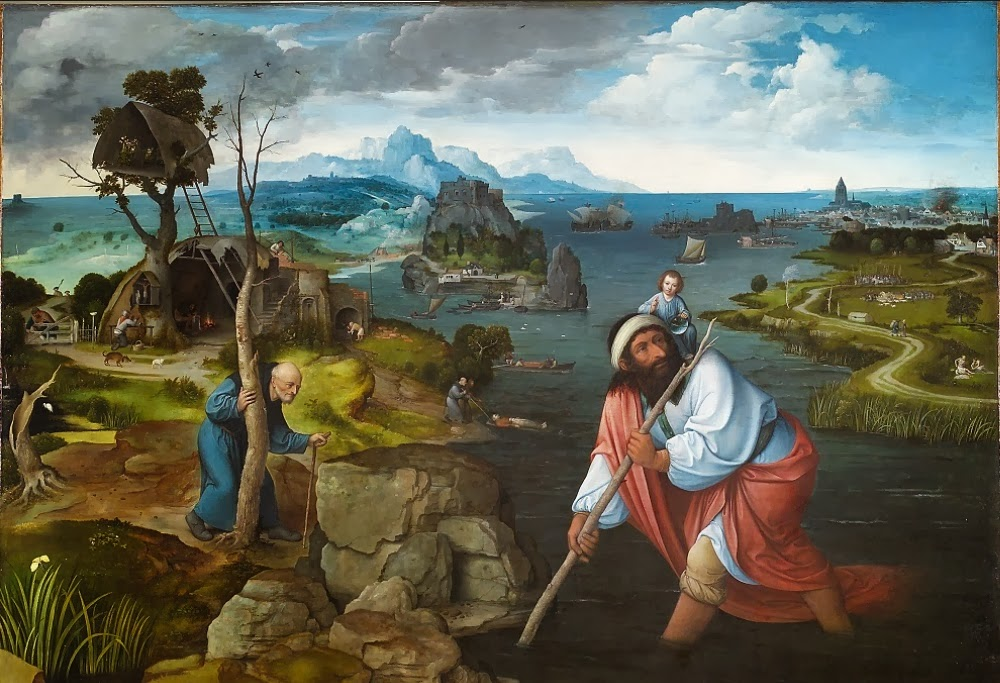
Phong cảnh với Thánh Christopher, khoảng năm 1520, tranh sơn dầu trên tấm gỗ, 125 cm × 170   cm, El Escorial, Monasterio de San Lorenzo, Tây Ban Nha